# Chathampetrell
Chathampetrell (Pterodroma axillaris) är en hotad fågel i familjen liror inom ordningen stormfåglar som enbart förekommer i en ögrupp utanför Nya Zeeland.

## Utseende
Chathampetrellen är en relativt liten Pterodroma-petrell med en kroppslängd på 30 centimeter. Den är tecknad i grått och vitt och har ett unikt mönster på undersidan av vingen. Hätta, ansikte och halssidor är mörkgrå, och bakom ögat syns en svart fläck. Undersidan är vit med ett blekgrått brutet halsband på bröstsidorna. Ovansidan är grå, liksom den svartspetsade spetsen. På vingens ovansida syns ett mörkare "M". Undersidan av vingen är vit med svart spets och ett brett svart band från axillarerna till vingknogen och svagare vidare mot spetsen.

## Utbredning och systematik
Chathampetrellen förekommer endast på ön Rangatira i Chathamöarna och angränsande hav. Den behandlas som monotypisk, det vill säga att den inte delas in i några underarter.

## Levnadssätt
Chathampetrellen häckar i bohålor utgrävda i skog och buskmark på platt eller lätt sluttande mark. Födan är dåligt känd men omfattar bland annat bläckfisk och småfisk. Häckning har konstaterats redan vid två års ålder, men de flesta börjar häcka först när de är fem. Den lever huvudsakligen ett pelagiskt liv och återvänder till land bara för att häcka, då vid mörkrets inbrott.

## Status och hot
Chathampetrellen förekommer endast vid tre lokaler och har minskat kraftigt i antal. Sedan 2000 har populationen stabiliserats och är även i ökande. 2010 uppskattades världspopulationen till 1100 vuxna individer. Fram till 2008 kategoriserade internationella naturvårdsunionen IUCN arten som akut hotad, men nedgraderades till en lägre hotgrad både 2009 till starkt hotad och 2015 till sårbar. 2010 uppskattades världspopulationen bestå av 1100 vuxna individer. Arten hotas av bohålekonkurrens med brednäbbad valfågel och predation från invasiva arter.